# Jardin de l'Hôpital-de-Vaugirard
Le jardin de l'Hôpital-de-Vaugirard est un espace vert du 15e arrondissement de Paris, dans le quartier Saint-Lambert.

## Situation et accès
Le site est accessible par la rue de Vaugirard et la rue Vaugelas.

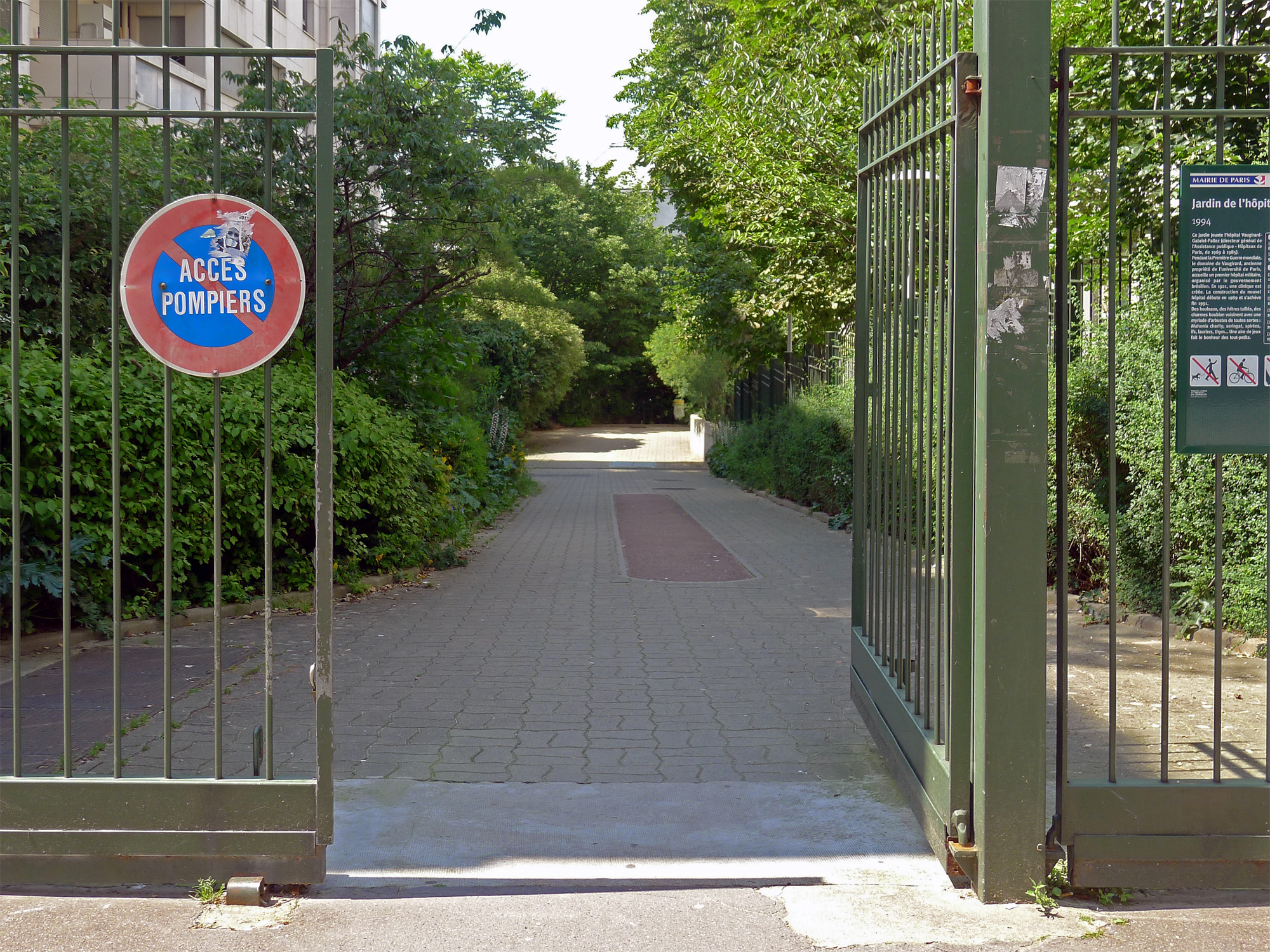
Entrée rue Vaugelas.
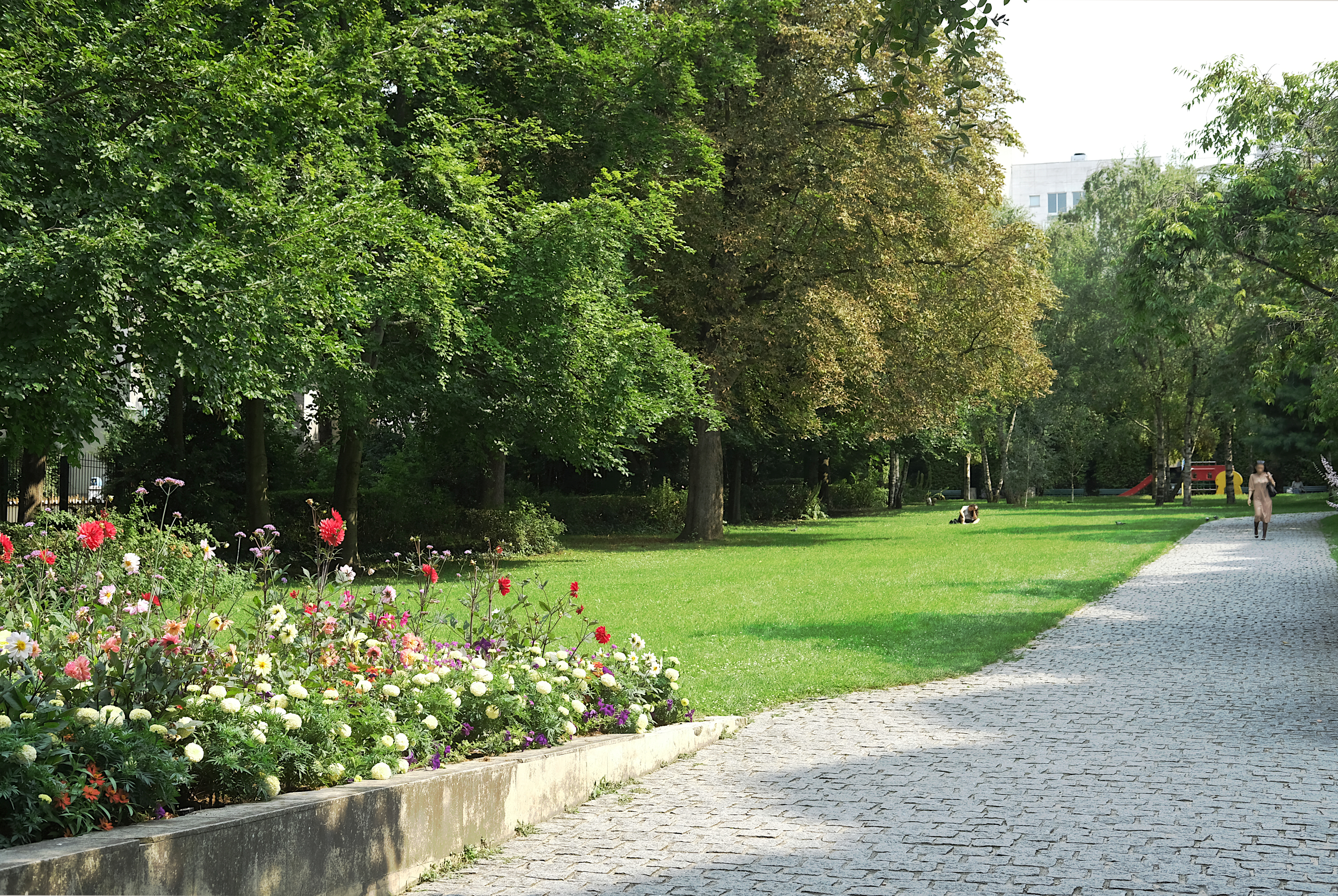
Entrée rue de Vaugirard.

Il est desservi par la ligne 12 à la station Convention.

## Historique
Au XVIIe siècle, ce terrain était occupé par les potagers et vergers de maisons de campagne qui longeaient la rue de Vaugirard. Le plus important de ces jardins était celui du lieutenant général de police Nicolas de La Reynie, créé par André Le Nôtre. Le terrain appartint ensuite à l'ancien collège des Jésuites.
Le jardin est créé en 1994.

## Description

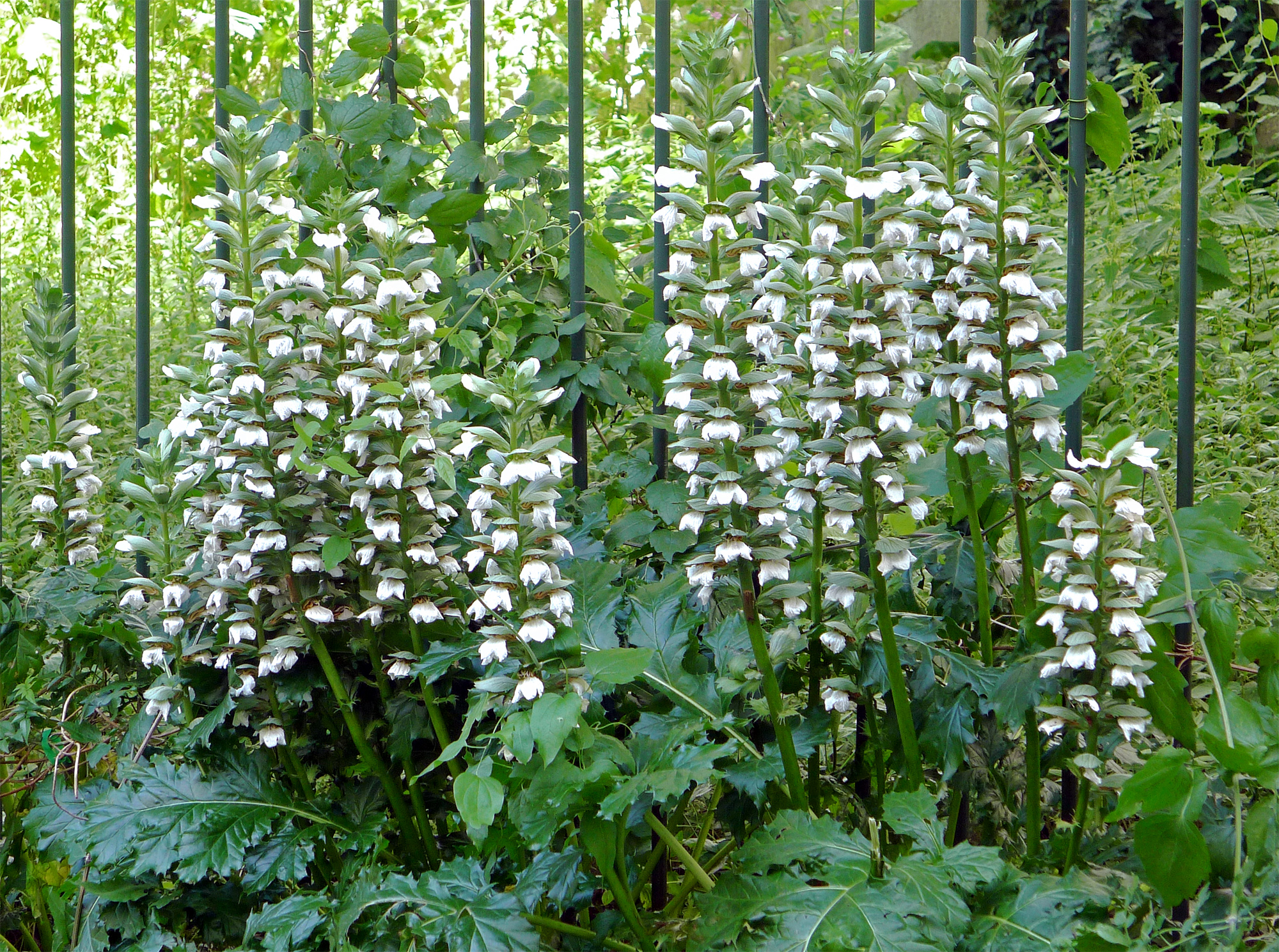
Acanthe à feuilles molles.
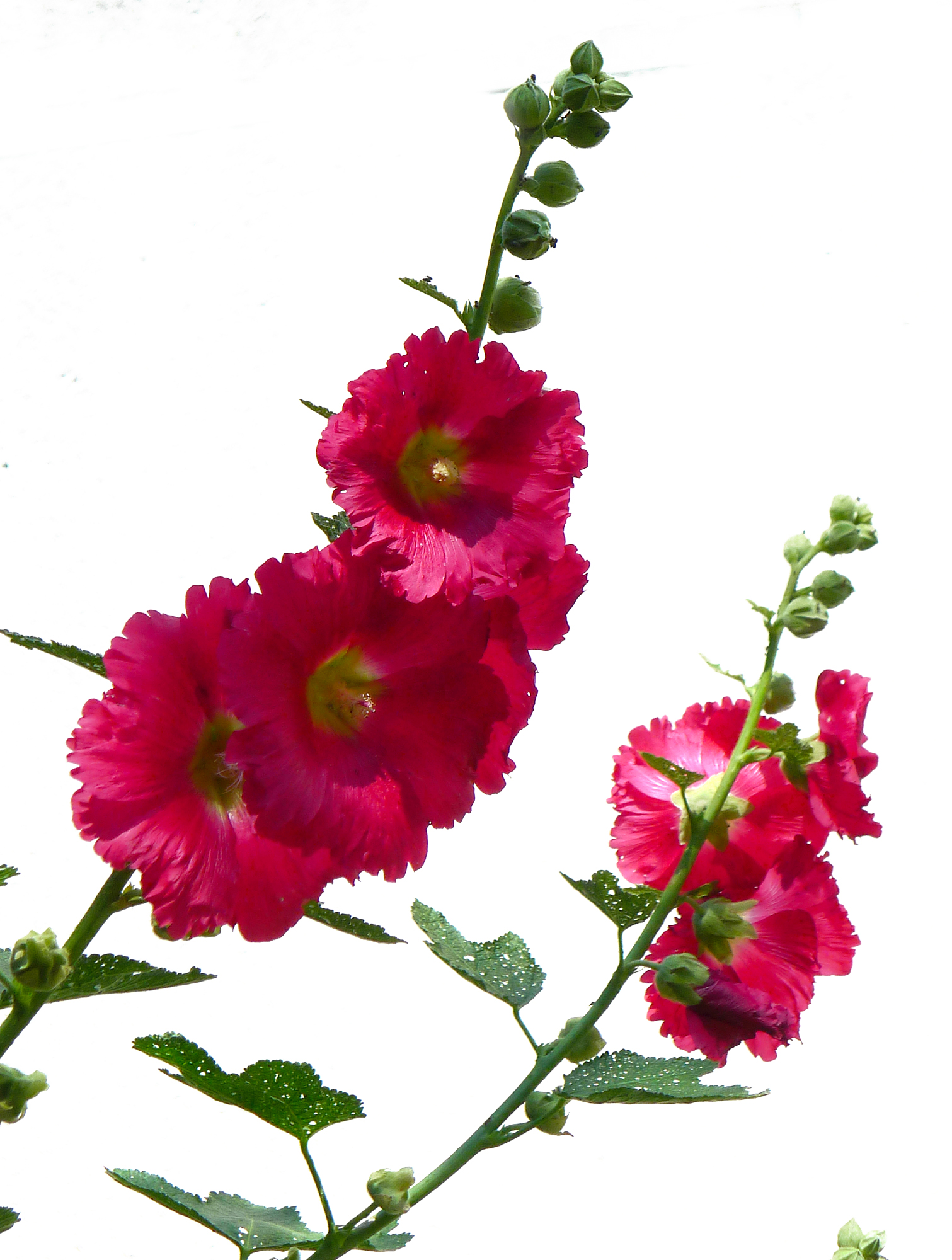
Rose trémière.